# Gnophomyia peracutior
Gnophomyia peracutior is een tweevleugelige uit de familie steltmuggen (Limoniidae). De soort komt voor in het Neotropisch gebied.